# 豊田市立藤沢小学校
豊田市立藤沢小学校（とよたしりつ ふじさわしょうがっこう）は、かつて愛知県豊田市藤沢町にあった公立小学校。

## 概要
- 富田町、押沢町、藤沢町、松嶺町が校区であった。旧・西加茂郡猿投町（旧・石野村）の小学校であった。
- 2010年に豊田市立東広瀬小学校に統合され廃校。校舎はルネサンス豊田高等学校に転用されている[1]。

## 沿革
- 1891年（明治24年）4月 - 富貴下村字藤沢に尋常小学川口学校藤沢分教場を設置する。松峯、押沢、藤沢、富田の児童が通学する。
- 1893年（明治26年）4月 - 藤沢尋常小学校として独立する。
- 1896年（明治29年）10月 - 校舎を新築し移転する。
- 1906年（明治39年）7月1日 - 石下瀬村、中野村、七重村、富貴下村の一部（松峯、押沢、藤沢、富田）が合併し、石野村が発足する。
- 1907年（明治40年）1月 - 石野第四尋常小学校に改称する。
- 1911年（明治44年） - 現在地に校舎を新築し、移転する。
- 1941年（昭和16年）4月1日 - 石野村立藤沢国民学校に改称する。
- 1947年（昭和22年）4月1日 - 石野村立藤沢小学校に改称する。
- 1955年（昭和30年）3月1日 - 保見村と石野村が猿投町に編入される。同時に猿投町立藤沢小学校に改称する。
- 1967年（昭和42年）4月1日 - 猿投町が豊田市へ編入される。同時に豊田市立藤沢小学校に改称する。
- 2010年（平成22年）4月 - 豊田市立東広瀬小学校に統合され、廃校。廃校時の在籍児童数は8名。
- 2011年（平成23年）10月 - 藤沢小学校校舎を転用し、ルネサンス豊田高等学校が開校。